# Восьмивимірні гіперкомплексні числа
Восьмивимірні гіперкомплексні числа — гіперкомплексні числа з сімома уявними одиницями.

## Множення
Як чотиривимірні гіперкомплексні числа були визначені через двовимірні:
1. введеням додаткової уявної одиниці {\displaystyle {\boldsymbol {j}}}: {\displaystyle \ (a+bi)+(c+di){\boldsymbol {j}}} та
2. прийняття добутків різних уявних одиниць новими уявними одиницями: {\displaystyle ij=k}.

Так і восьмивимірні можна задати рекурсивно через чотиривимірні:
1. введеням додаткової уявної одиниці {\displaystyle {\boldsymbol {\ell }}}: {\displaystyle \ (a_{1}+b_{1}i+c_{1}j+d_{1}k)+(a_{2}+b_{2}i+c_{2}j+d_{2}k){\boldsymbol {\ell }}},
2. прийняття невідомих добутків {\displaystyle il,jl,kl} новими уявними одиницями (якщо домножити {\displaystyle {\boldsymbol {\ell }}} зліва, то добутки будуть {\displaystyle li,lj,lk}).

### Степенева асоціативність
Щоб була хоча б одна з найслабших форм асоціативності — степенева асоціативність:
{\displaystyle z\cdot z^{2}=z^{2}\cdot z}
{\displaystyle z^{2}=(a+I)(a+I)=(a^{2}+2aI)+I^{2}}
достатньо комутативності множення або степеневої асоціативності для уявної частини {\displaystyle I}.
Другого легко досягти якщо:
1. квадрати уявних одиниць є дійсними числами;
2. добутки уявних одиниць антикомутують.

| 1  | i   | j   | k   |  | l  | il  | jl  | kl  |
| -- | --- | --- | --- |  | -- | --- | --- | --- |
| i  | −1  | k   | −j  |  | il | −l  | −kl | jl  |
| j  | −k  | −1  | i   |  | jl | kl  | −l  | −il |
| k  | j   | −i  | −1  |  | kl | −jl | il  | −l  |
|    |     |     |     |  |    |     |     |     |
| l  | −il | −jl | −kl |  | ∓1 | ±i  | ±j  | ±k  |
| il | l   | -kl | jl  |  | ∓i | ∓1  | ∓k  | ±j  |
| jl | kl  | l   | -il |  | ∓j | ±k  | ∓1  | ∓i  |
| kl | -jl | il  | l   |  | ∓k | ∓j  | ±i  | ∓1  |

### Альтернативність
Використавши також одну зі слабких форм асоціативності — альтернативність, заповнимо таблицю множення:
- Верхня ліва четверть заповнюється {\displaystyle \{\ \pm ,\ 1,\ i,\ j,\ k\}} згідно з однією із чотиривимірних гіперкомплексних систем (показано кватерніон).
- Верхня права четверть заповнюється:
  - зелене — новими одиницями {\displaystyle il,jl,kl}, які є однойменними добутками;
  - жовте — значеннями {\displaystyle -\ell }, які отримуються з властивості альтернативності, знаки співпадають з головною діагоналлю;
  - червоне — добуток {\displaystyle i\cdot jl=-kl}, який визначимо одним із правил Муфанга(інші мови) {\displaystyle g(hu)=(hg)u}, щоб точно втратити асоціативність (але зберегти альтернативність);
  - всі інші — обчислюємо використовуючи альтернативність.

{\displaystyle i\cdot kl=jl}
{\displaystyle il=k\cdot jl}
{\displaystyle j\cdot il=kl}
- Нижня ліва четверть заповнюється використовуючи альтернативність. Вона буде транспонованою верхньою правою, або буде протилежного знаку, окрім діагоналі.
- Нижня права четверть заповнюється використовуючи альтернативність. Вона буде складатись із {\displaystyle \{\ \pm ,\ 1,\ i,\ j,\ k\}}.